# Ранцаніко
Ранцаніко (італ. Ranzanico) — муніципалітет в Італії, у регіоні Ломбардія,  провінція Бергамо.
Ранцаніко розташоване на відстані близько 480 км на північний захід від Рима, 70 км на північний схід від Мілана, 23 км на північний схід від Бергамо.
Населення — 1226 осіб (2014).

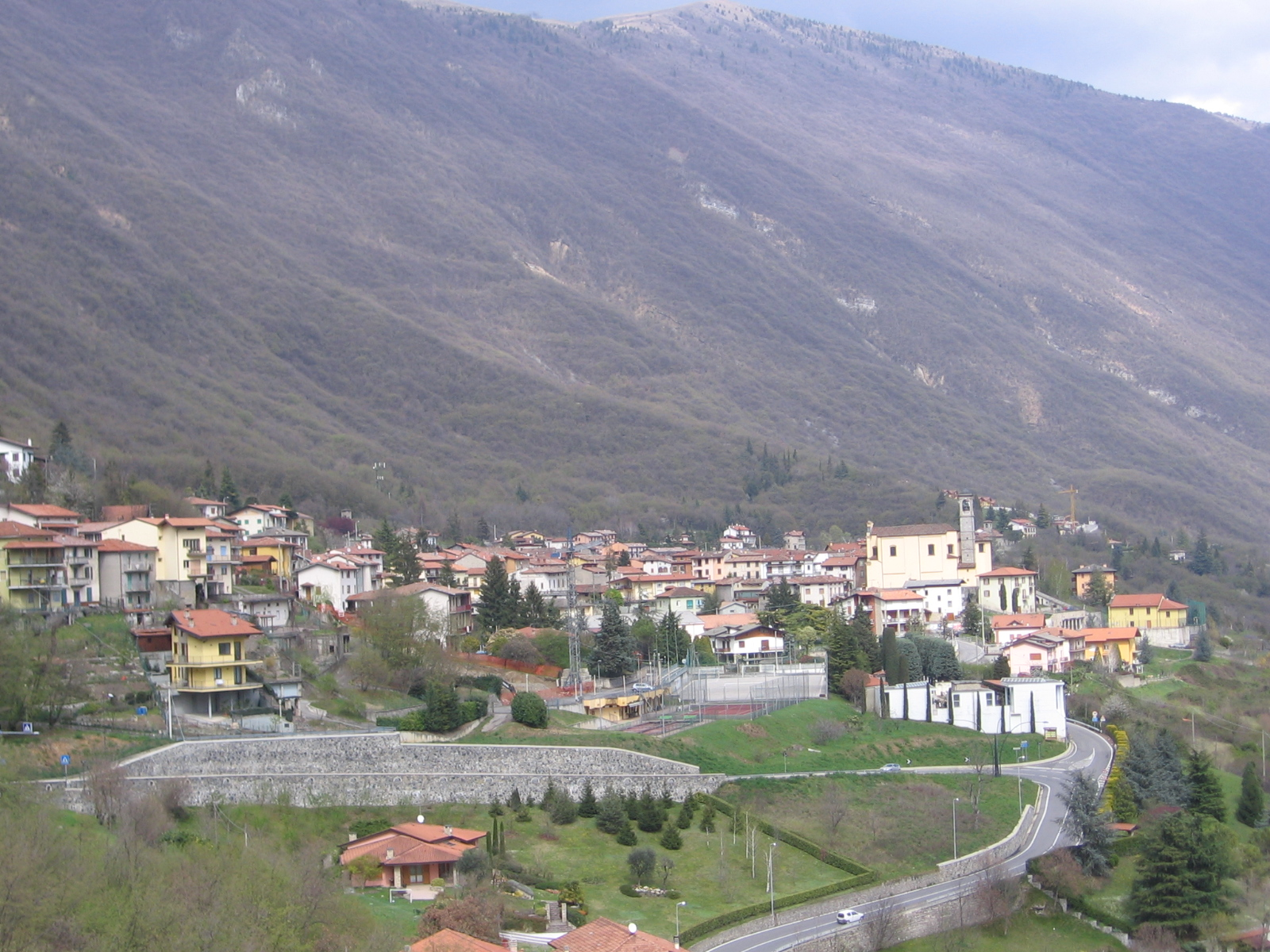

Щорічний фестиваль відбувається 15 серпня. Покровителька — Богородиця Небовзята.

## Демографія
Населення за роками:

Станом на 1 січня 2023 року в муніципалітеті офіційно проживали 82 іноземці з 26 країн, серед них 24 громадяни країн Євросоюзу та 6 громадян України.

## Сусідні муніципалітети
- Б'янцано
- Ендіне-Гаяно
- Гандіно
- Монастероло-дель-Кастелло
- Пея
- Спіноне-аль-Лаго